# Soki Tamura
Soki Tamura (japanisch 田村 蒼生 Tamura, Soki; * 20. April 2002 in der Präfektur Chiba) ist ein japanischer Fußballspieler.

## Karriere

### Verein
Soki Tamura erlernte das Fußballspielen in den Jugendmannschaften vom Tokiwadaira Shonen SC und Kashiwa Reysol sowie in der Universitätsmannschaft der Universität Tsukuba. Seinen ersten Vertrag unterschrieb er am 1. Februar 2025 bei Shonan Bellmare. Der Verein aus Hiratsuka spielt in der ersten Liga, der J1 League. Sein Erstligadebüt gab Soki Tamura am 15. Februar 2025 (1. Spieltag) im Heimspiel gegen die 	Kashima Antlers. Bei dem 1:0-Heimsieg wurde er in der 90.+5' für Akito Suzuki eingewechselt.

### Nationalmannschaft
Soki Tamura nahm 2019 mit der japanischen U17-Nationalmannschaft an der U-17-Weltmeisterschaft in Brasilien teil. Hier schied man im Achtelfinale gegen Mexiko aus.